# 충청권 네트워크
충청권 네트워크는 KBS대전 1라디오와 KBS청주 1라디오에서 충청도 전역을 연결해 방송했던 시사교양 프로그램이다.

## 역사
1999년 11월 1일에 첫방송을 시작했으며, 원래는 월요일부터 토요일까지 방송됐으나, 2004년 10월 18일부터 평일 방송으로 축소되어 방송하다가, 2012년 6월 29일 방송을 마지막으로 13년만에 폐지되었다.

## 주파수 안내
- 대전 FM 94.7/89.9㎒, AM 882㎑
- 청주 FM 89.3㎒, AM 1062㎑

## 역대 방송시간
| 방송 채널                       | 방송 기간                          | 방송 시간                         |
| ------------------------------- | ---------------------------------- | --------------------------------- |
| KBS대전 1라디오 KBS청주 1라디오 | 1999년 11월 1일 ~ 2003년 7월 12일  | 월~토요일 오전 11:10 ~ 오전 11:40 |
| KBS대전 1라디오 KBS청주 1라디오 | 2003년 7월 14일 ~ 2004년 10월 16일 | 월~토요일 오전 11:10 ~ 오전 11:58 |
| KBS대전 1라디오 KBS청주 1라디오 | 2004년 10월 18일 ~ 2010년 4월 16일 | 평일 오전 11:10 ~ 오전 11:58      |
| KBS대전 1라디오 KBS청주 1라디오 | 2010년 4월 19일 ~ 2012년 6월 29일  | 평일 오전 11:10 ~ 오전 11:40      |